# 425 Park Avenue
 425 Park Avenue è un edificio per uffici a New York City riqualificato in anni recenti da L&L Holding e GreenOak Real Estate, su progetto dello studio di architettura Foster + Partners. I lavori sulla nuova struttura sono iniziati nel 2016 e sono stati terminati nel 2021, con apertura dell'edificio l'anno successivo.

## Storia

### Edificio originale

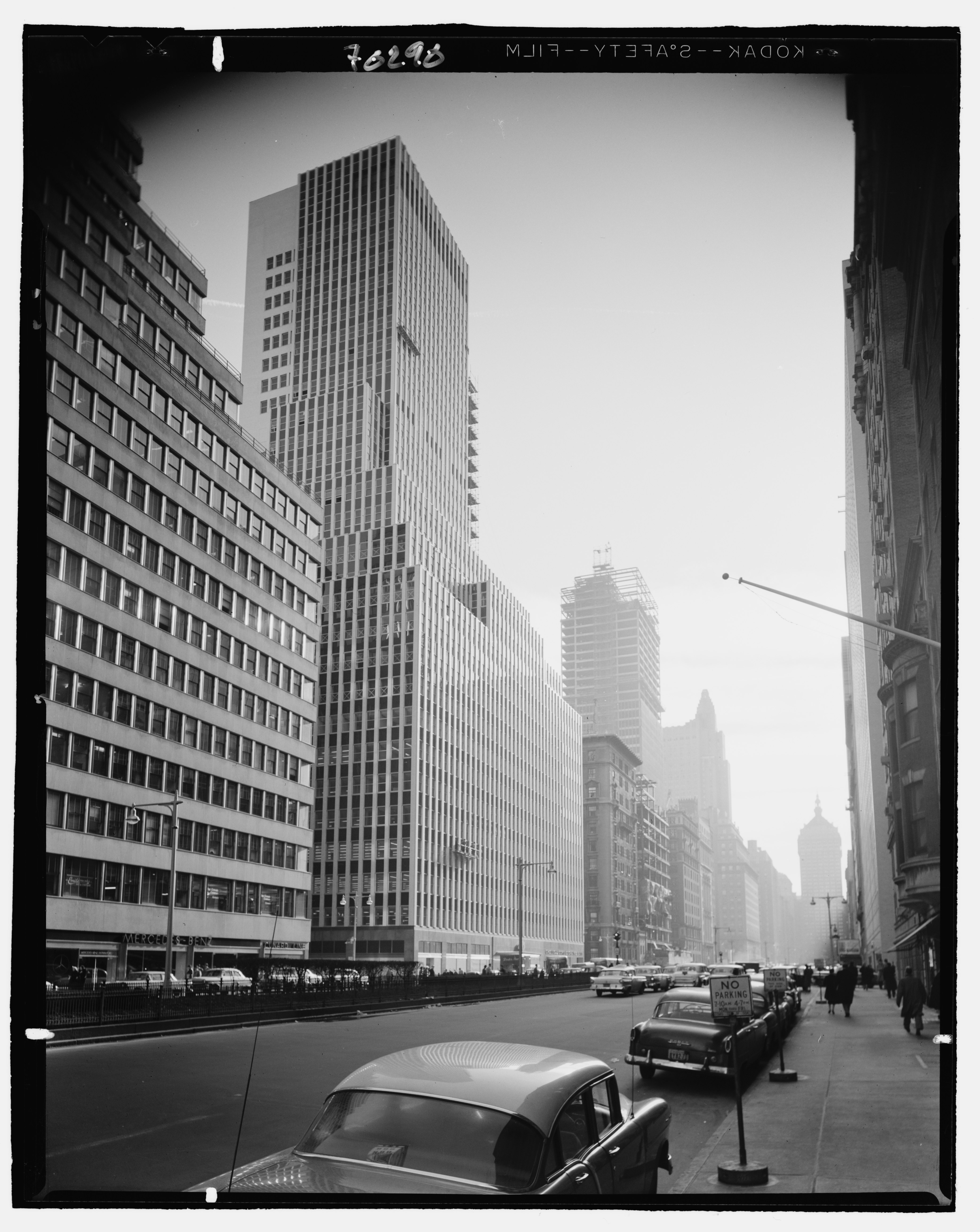
Il 425 Park Avenue originale

L'originale edificio di 118 metri è stato progettato da Kahn&Jacobs. In stile moderno, ha sostituito una fila di sedici case a quattro piani costruite da Robert Goelet nel 1871. La costruzione dell'edificio iniziò nel 1954, su un terreno affittato dalla tenuta di Robert Walton Goelet, che morì nel 1941.  Al momento della costruzione, era uno degli edifici più alti che utilizzava le connessioni bullonate. L'edificio di 32 piani fu aperto nel 1957 con la National Biscuit Company, Kaye Scholer, Chemical Corn Exchange Bank come principali inquilini.
Dal 2004, L&L Holding, fondata nel 2000, aveva già cercato di riqualificare 425 Park Avenue.  Dopo una lunga trattativa, L&L, in collaborazione con Lehman Brothers, nel 2006 ha stipulato un contratto di locazione del terreno di 84 anni con la famiglia Goelet, che è stato valutato $ 320 milioni con un ampio pagamento anticipato. Il contratto di locazione ha permesso a L&L di riqualificare il blocco orientale di Park Avenue tra la 55a e la 56a strada dopo che i contratti di locazione esistenti con gli inquilini dell'edificio sono scaduti nel 2015. Durante la fase di pre-sviluppo, Lehman Brothers è fallita nel 2008. L&L ha tentato di acquistare Lehman Brothers con un forte sconto, ma Lehman Brothers ha deciso di continuare a finanziare il progetto attraverso il suo fallimento con gli obblighi finanziari originari. Tuttavia, nel 2013, L&L, GreenOak Real Estate e altri investitori hanno acquistato il 90% della partecipazione di Lehman Brothers nel progetto, consentendo a L&L di avere il pieno controllo della riqualificazione.

### Zona
Il 425 Park Avenue si trova nella parte orientale del Midtown Manhattan. L'area, che generalmente si estende da East 39th Street a East 57th Street, e da Third Avenue a Madison Avenue, è uno dei principali quartieri degli affari di Manhattan con oltre 400 edifici per uffici.
Al tempo della pianificazione della riqualificazione, le regole di suddivisione in zone che governavano gli sviluppi nell'area erano del 1961. Le regole hanno limitato le dimensioni degli edifici in base al rapporto della superficie (FAR), non alle altezze. Fino a 300 edifici per uffici nella zona furono costruiti prima del 1961 con un'età media di 73 anni. Il vecchio patrimonio edilizio ha reso l'area meno competitiva nel moderno mercato degli spazi per uffici a causa del soffitto basso e meno spazio aperto per l'ostruzione di molte colonne in quegli edifici. La suddivisione in zone del 1961 fu più restrittiva rispetto alle regole precedenti con FAR basso ammissibile per rendere l'area meno densa. Molti di quegli edifici per uffici pre-1961 erano considerati sovraccaricati poiché gli importi della superficie superavano gli importi consentiti per la suddivisione in zone del 1961. Se i proprietari di quegli edifici avessero demolito un edificio esistente per costruirne uno nuovo sul sito, il nuovo edificio avrebbe occupato meno spazio rispetto a quello originale. Ciò ha causato un deterrente per la riqualificazione di quegli edifici per uffici più vecchi. La preoccupazione era la ragione dello sforzo di re-zonizzazione della città chiamato "East Midtown Rezoning".
La situazione non è diversa per 425 Park Avenue. Senza la riqualificazione, l'edificio potrebbe generare entrate da circa 50-70 $ per piede quadro (circa 530-750 $ per metro quadro). Con un edificio più moderno, le entrate potrebbero essere aumentate a oltre 100 $ per piede quadro (1000 $ per metro quadro). La suddivisione in zone del 1961 fu un grande ostacolo per la sua riqualificazione. Tuttavia, vi era un'eccezione alle regole di zonizzazione del 1961. Se una riqualificazione di un edificio precedente al 1961 potesse conservare almeno il 25% della sua struttura originale, al nuovo edificio sarebbe consentito avere fino al metraggio originale. Questa opzione fu valutata da L&L.

### Design

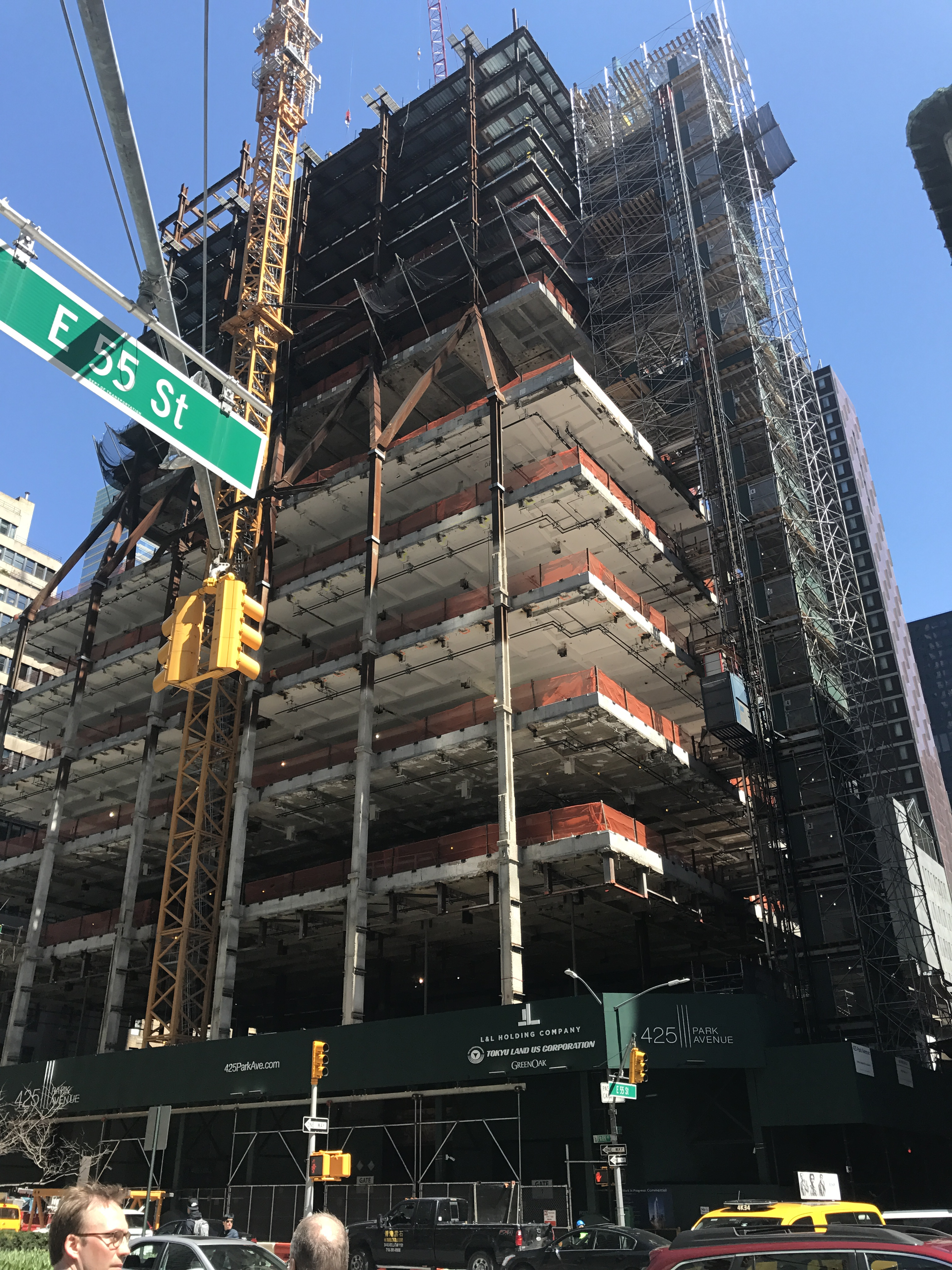
La nuova base con i solai collegati alle nuove colonne e le vecchie colonne tagliate.

Con l'incertezza sull'opportunità di approvare la proposta di East Midtown Rezoning in tempo per l'avvio della costruzione nel 2016, L&L ha proseguito con l'ipotesi progettuale che il nuovo edificio avrebbe mantenuto il 25% della sua struttura precedente per mantenere il piano totale area di 670.000 piedi quadri (60 000 metri quadri). L&L ha scelto Foster + Partners per progettare l'edificio dopo una competizione per scegliere un architetto. L&L valutò le offerte di 11 studi di architettura. Queste voci sono state ristrette a quattro proposte finali, da Zaha Hadid Architects, Rogers Stirk Harbour + Partners, OMA e Foster + Partners. Ciascuno incorporava una parte della struttura originale. Il sito di notizie immobiliari YIMBY ha osservato che, a causa delle sue tre pinne di cemento di circa 200 piedi, il piano Foster avrebbe "l'effetto skyline più pronunciato" rispetto alle altre proposte.

### Finanziamento
Un prestito di costruzione di 556 milioni di dollari è garantito dalla proprietà.

### Costruzione
Preservare la struttura originale ha comportato difficoltà durante la costruzione, richiedendo allo sviluppatore di assumere una terza società di ingegneria per aiutare a orchestrare la sequenza di demolizione e costruzione. Il primo passo è stato quello di demolire completamente piano per piano dall'ultimo piano al 18º piano. Sono state quindi installate strutture temporanee in acciaio per supportare i restanti 17 piani prima di ulteriori demolizioni. Sono state messe in opera 750 tonnellate di controventi, sistemi di rinforzo per gru, sistemi di puntellamento e capriate temporanee. L'installazione di queste grandi strutture temporanee in acciaio nel mezzo di un edificio parzialmente demolito si è rivelata un processo impegnativo e che ha richiesto tempo. Dopo l'installazione, il lato posteriore dell'edificio è stato demolito. Sono state erette dodici nuove colonne giganti, sei come colonne esterne nella parte anteriore dell'edificio e le altre sei al centro dell'edificio. Il nuovo nucleo dell'edificio è stato anche costruito nella parte posteriore per collegarsi a ogni altro piano che sarebbe rimasto nel nuovo edificio. Il resto delle lastre del pavimento non collegate sono state demolite creando alti soffitti alla base. I lavori sono proseguiti sul nucleo dell'edificio sul retro e sono stati costruiti nuovi piani in cima alla vecchia struttura. C'è stato un periodo di attesa di molti mesi in cui sono stati costruiti più piani verso l'alto prima della rimozione delle colonne originali e delle strutture temporanee in acciaio alla base, lasciando quei piani per essere supportati da 12 colonne e solo alla fine dal nuovo nucleo dell'edificio.
Ad aprile 2018, l'edificio era completato per metà della sua altezza. L'installazione della facciata è iniziata nel giugno 2018, quando mancavano 22 piani al completamento. L'ultimo piano fu costruito il 4 dicembre 2018; alla cerimonia di topping out presenziò anche l'architetto capo Lord Norman Foster.